# Дзвелі Хібула
Дзвелі Хібула (груз. ძველი ხიბულა) — село в Грузії.
За даними перепису населення 2014 року в селі проживає 712 особи.